# 彩雲
彩雲（英語：Iridescent Clouds）通常為一種莢狀雲，具有明亮點或彩色邊緣，其色彩稱之為雲彩（英語：或），屬於一種光象。常見的色彩是桃色或綠色，位在距太陽附近的雲上。彩雲的形成為一種「繞射現象」（Diffraction），其雲彩為大型日華的片段，但比例過小，無法觀察出圓弧。

## 形成原因
日光通過帶有水滴微粒懸浮的薄雲時，水滴使得通過的光產生不同方向的繞射，繞射的光彼此干涉，光波相結合處會看到明亮的光，相抵消處的光線較暗。不同色光的繞射角度不同，一種色光的明亮區在另一種色光的陰暗區顯現出來，漸次形成色彩次序。在離太陽愈遠的地方色彩愈淡。由於雲朵為不規則片狀分佈，因此產生不規則片狀的豔麗彩雲。

## 形成條件
- 位在距離太陽10至40度的雲。

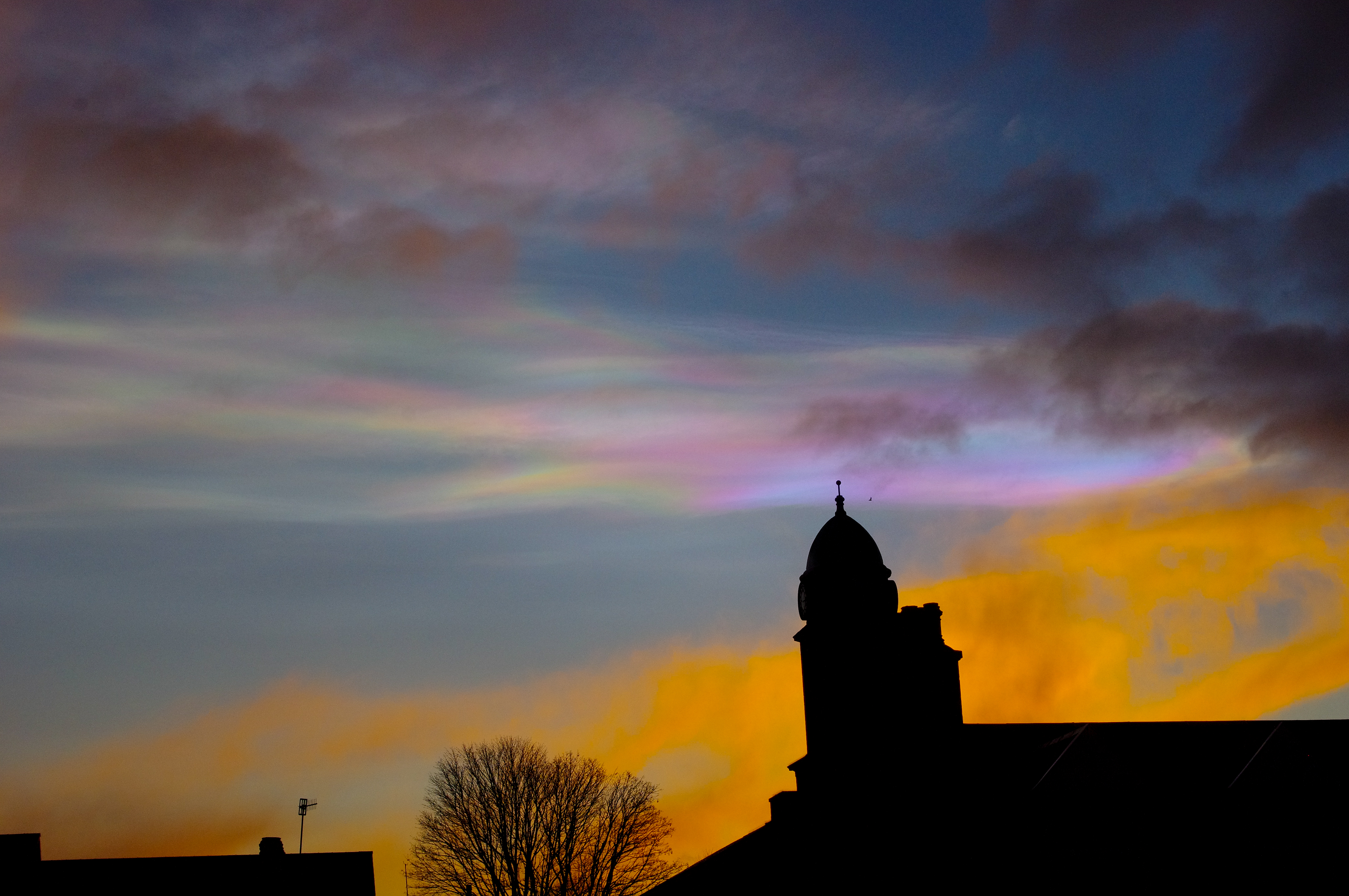
在两极地区还会出现一种极地平流层云，同样为彩云。图摄于苏格兰

- 雲為帶有均勻小水滴的薄雲，如高積雲、卷積雲，尤其是莢狀雲，罕見如珠母雲則會形成非常明亮的彩雲。
- 天氣晴朗的白天。

## 文化意涵

### 成語
容易產生彩雲的美觀莢狀雲一般為好天氣的預兆。而古代亦認為彩色雲氣為吉祥的徵兆，因此有一句中文成語為「祥雲瑞氣」或作「瑞彩祥雲」。在《孤本元明雜劇—度黃龍》頭折：「今到此山之中，觀見瑞氣祥雲，氤氳於九霄之上。」在明朝無名氏《魚籃記》第四折：「你看俺佛門現萬道金光，滿天現祥雲瑞彩也。」
另外，由於艷麗的雲彩容易消散，又有一句成語為「彩雲易散」。比喻好景不常或紅顏薄命。在《紅樓夢》第五回：「霽月難逢，彩雲易散。心比天高，身為下賤。」

### 典故
罕見的彩雲常用來比喻「王氣」。彩雲或日暈作為陰陽學家占候術語中的王氣，又稱「天子氣」或「旺氣」，後來又叫「慶雲」、「景雲」或《西遊記》中的「五彩祥雲」。封建皇帝利用光象自我神化，以表示自己是「奉天承運」，是真正的「龍種」。如《鴻門宴》中范增勸項羽進攻劉邦時說：「吾令人望其氣，皆為龍虎，成五彩，此天子氣也。急擊勿失。」又如清朝褚人獲《隋唐演義》第二十九回《隋煬帝兩院觀花　眾夫人同舟游海》：「一人將要下台，忽見西北上一道赤氣，如龍紋一般，衝將起來。紫煙猛然看見，著了一驚，忙說道：『此天子氣也！何以至此？』煬帝忙回頭看時，果然見赤光縷縷，團成五彩，照映半天，十分奇怪，不覺也驚訝起來，因問道：『何以知為天子氣？』紫煙道：『五彩成紋，狀如龍鳳，如何不是？氣起之處，其下定有異人。』」

### 詩
唐朝李白《早發白帝城》以彩雲為晴空入詩：「朝辭白帝彩雲間，千里江陵一日還。兩岸猿聲啼不住，輕舟已過萬重山。」
宋朝林顏以彩雲咏嘆佳人為題作《彩雲軒》：「曾是麻姑此降真，玉峰依舊碧桃春。他年欲洗塵埃眼，得見紅顔散髪人。」

### 歌曲
- 《彩雲追月》
- 《彩雲伴海鷗》
- 《彩雲飛》
- 《彩雲之南》

### 人名
- 賽金花：乳名趙彩雲，曾改名為富彩雲。為近代具有傳奇色彩的中國女子。

### 地理
云南省的“云南”一名源于在西汉时在今祥云县境内设置的云南县，“云南”一名的由来有多种说法，其中一种常见的说法便是由“彩云之南”而来。谢肇淛《滇略》载“汉武时彩云见白崖（今弥渡红崖），县在其南，故曰雲南”；李京《云南通志》载“元狩间，彩云见南中，云南名始此”。
香港有彩雲邨，因建於彩虹邨之後較高地勢的山腰，故名。

### 组织
- 公益组织“彩雲协会”

## 一些有记载的觀測實錄
- 2003年2月15日下午位在美國加利福尼亞州的死谷觀察到綠紫紅黃色階的彩雲[15]。
- 2004年11月13日位在美國華盛頓州的聖海倫斯山觀察到雙層七彩的彩雲[15]。
- 2005年6月12日中午位在日本長野縣佐久市觀察到長條狀變化的五彩彩雲（日承），持續時間約為43分鐘[16]。
- 2005年6月16日位在印度馬哈拉施特拉邦的艾哈邁德訥格爾縣觀察到桃色與橙色的彩雲[17]。
- 2005年12月1日位在中國雲南省大理市觀察到邊緣為紅與綠色的彩雲[18]。
- 2007年2月7日日落時位在美國科羅拉多州的針葉樹林觀察到桃色與綠色的彩雲[19]。
- 2007年5月18日中午位在中國天津市觀察到橫條狀五彩彩雲（日承），持續時間約為70分鐘[20]。
- 2007年7月11日下午位在臺灣屏東縣的台1線枋寮鄉路段觀察到阿拉丁神燈或天使翅膀形狀的紅黃綠彩雲，持續時間為十幾分鐘[21]。

## 照片集

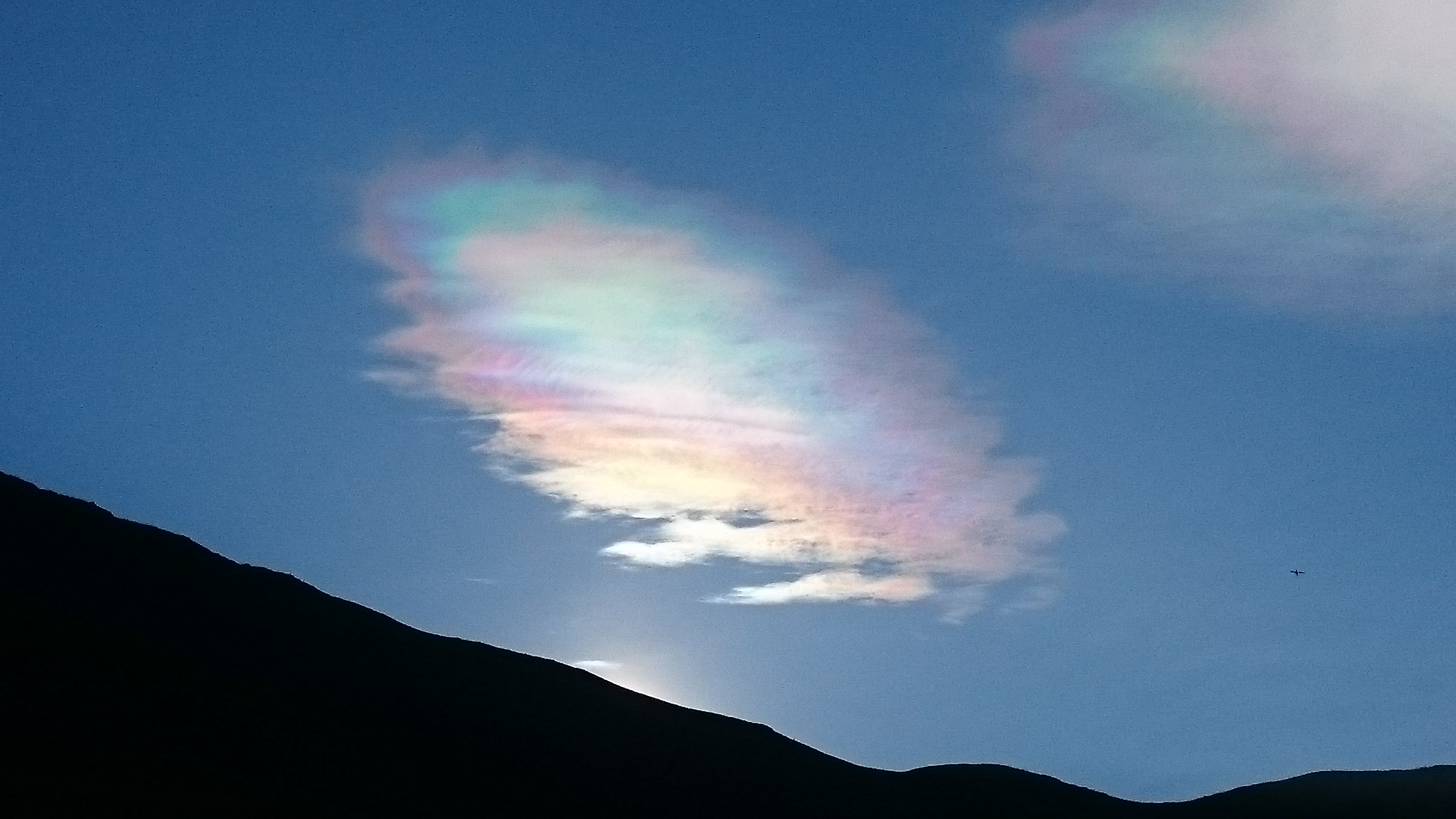
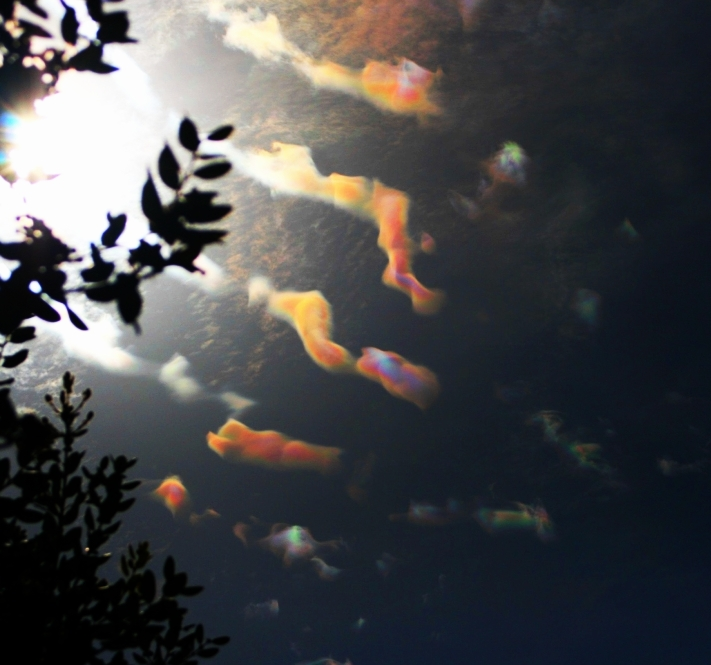
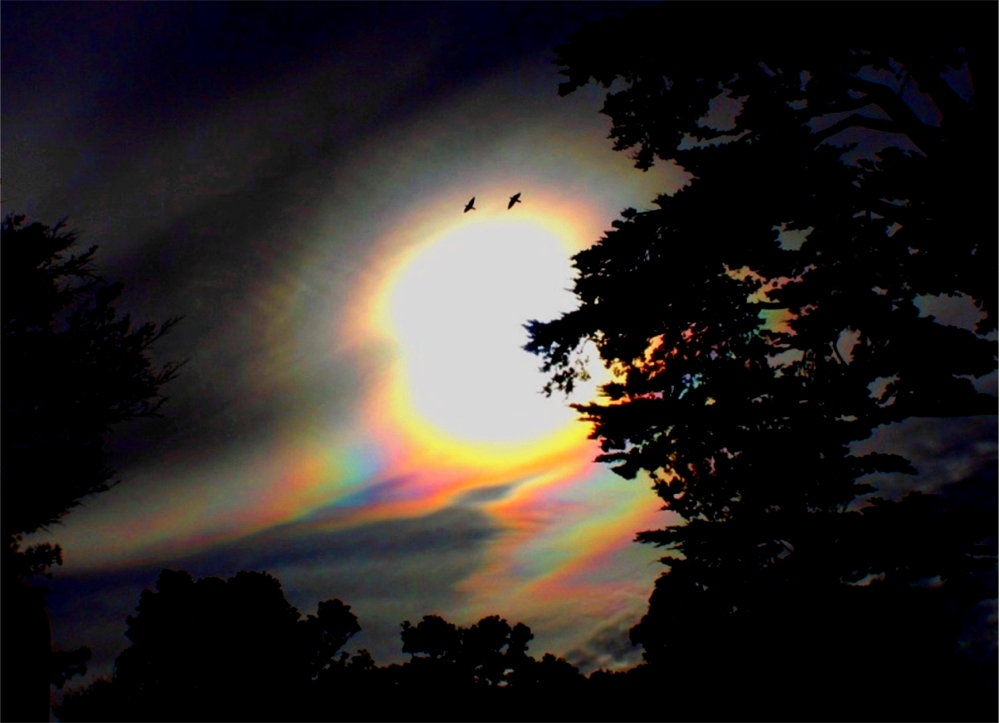
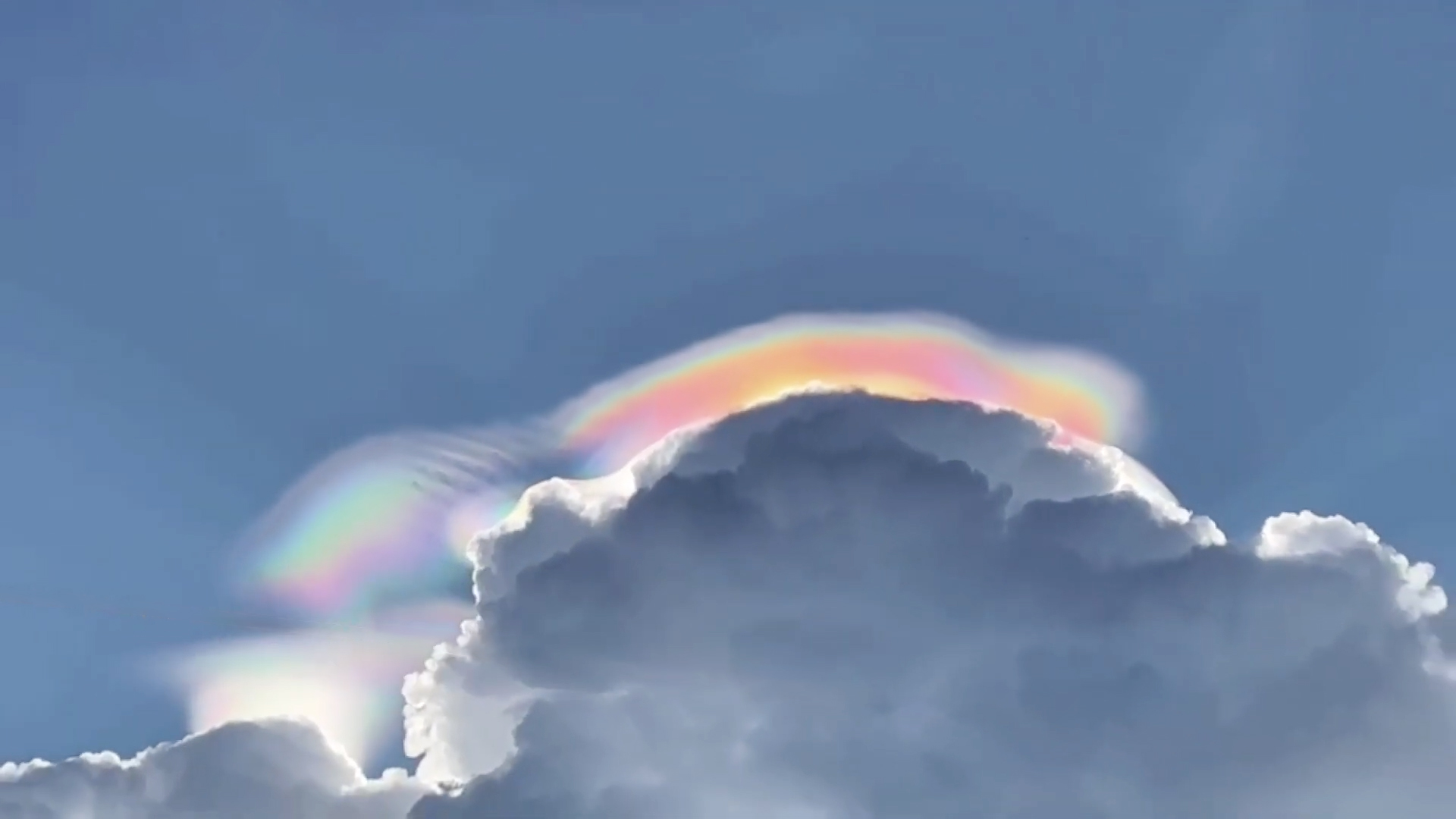
云南省普洱市宁洱县，2022年7月11日

## 其他雲的色彩與意義
除了彩云外，一般的云也会呈现不同的颜色：

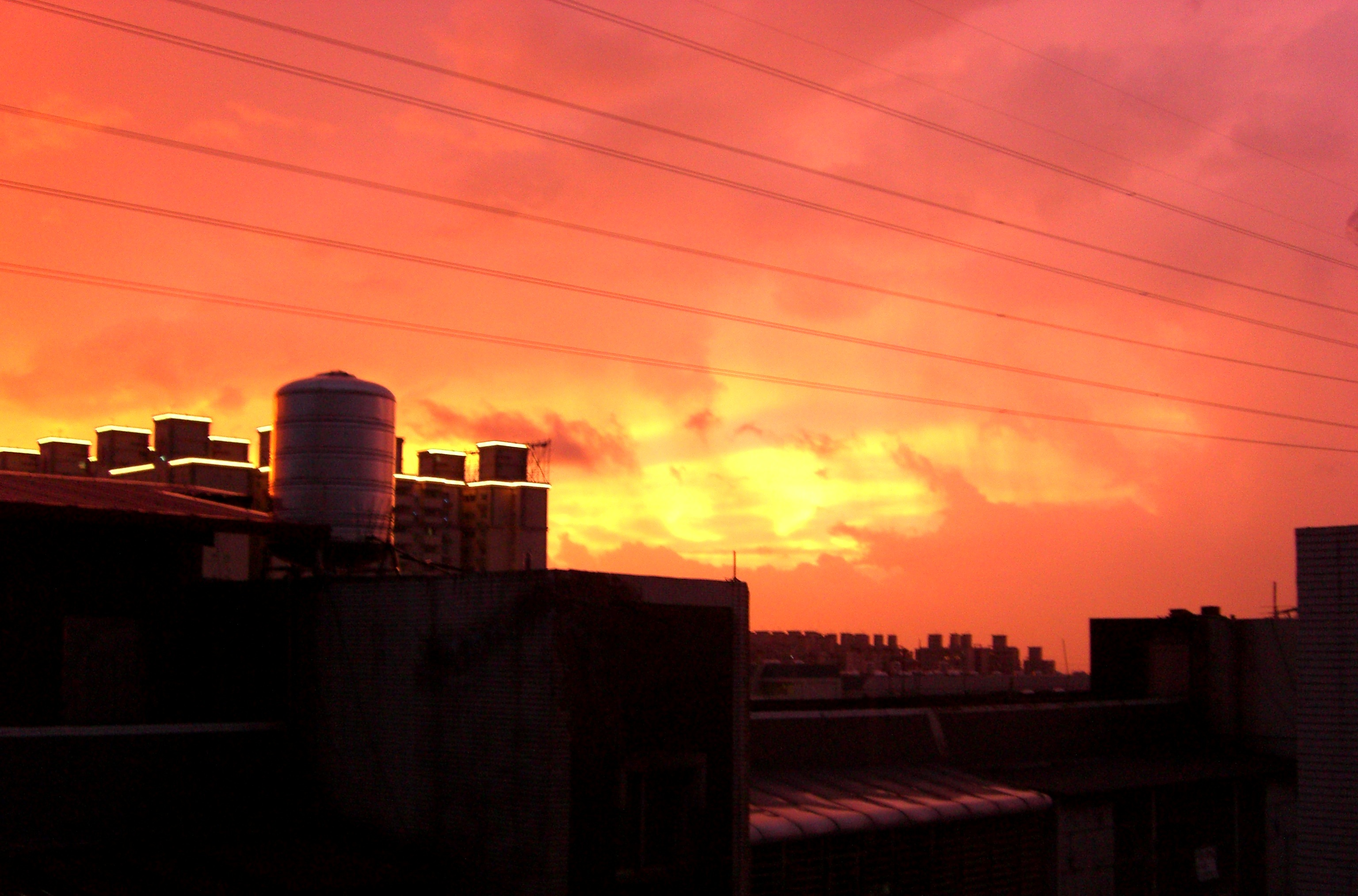
聖帕颱風侵襲台灣前的桃園天空紅雲。

由於太陽光直接穿過雲朵散射，所以雲朵反映出太陽光的本色——白色。由於雲的厚薄不同，雲本身亦會吸收光線，因此愈厚的雲愈暗，使得雲的色彩依雲本身的厚薄漸次變化由白至灰乃至黑。
此外，由於雲中的水滴對不同波長色光的吸收程度不同，長波長的紅黃光易被水滴吸收，衹有短波長的藍光容易穿過厚的雲層而散射出來。因此厚的雲看起來色是藍灰色的。
當陽光穿過冰晶會產生綠色調的雲，因此綠色調的積雨雲往往表示大雨、冰雹、強風或潛在的龍捲風即將來襲。
黃雲少見，通常發生在晚春到早秋期間森林火災的煙霧所形成。
暴風雨來襲前會出現血紅色的雲。在臺灣有句話說：「紅雲日出生，勸君莫出行。」意思是說：在日出的時候，如果天際伴隨紅雲，就表示颱風快來不能出遠門。

## 外部連結
- 光象的種類 - Lain大氣百科
- 奇異的光象 - 科學月刊

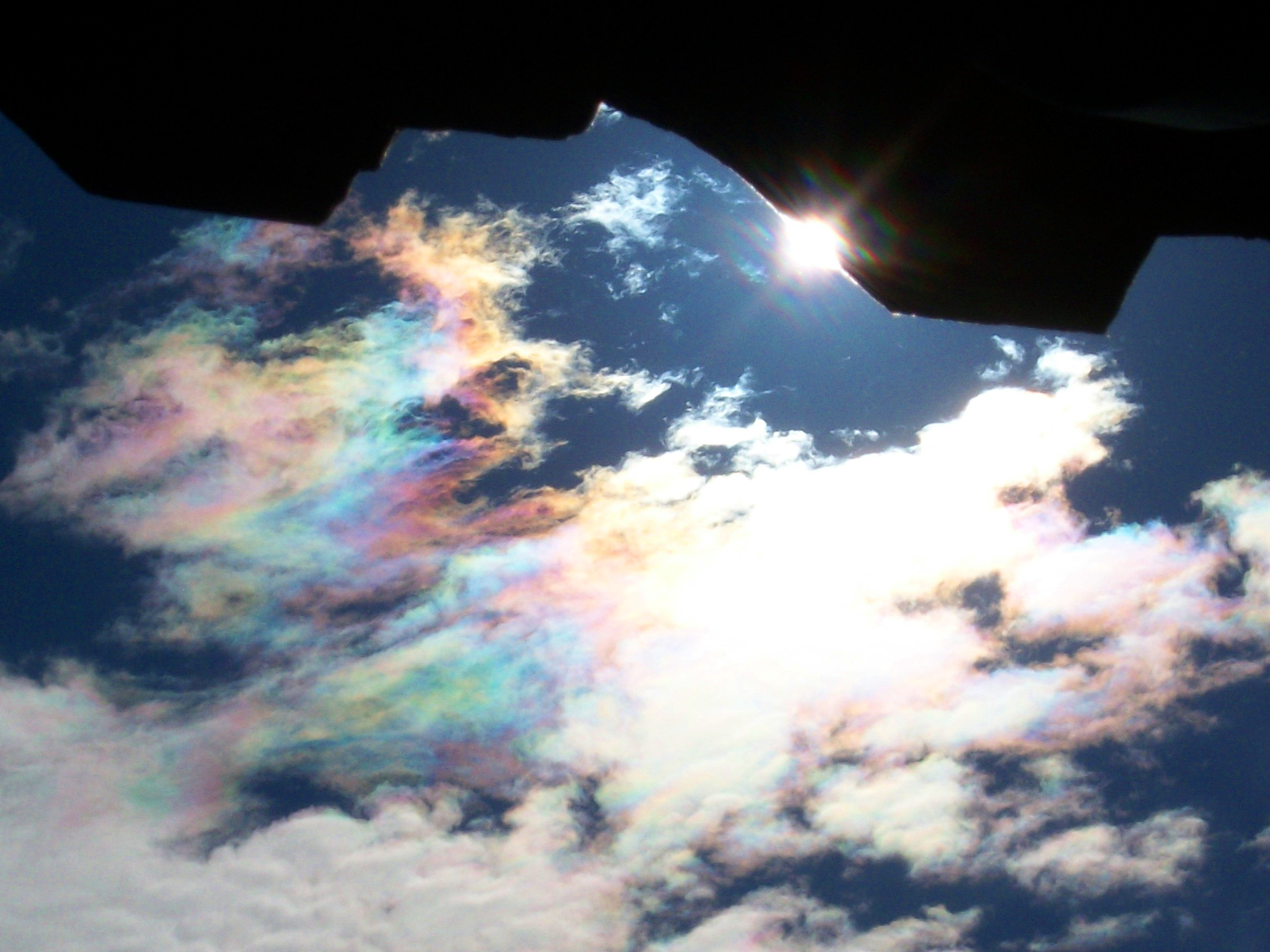
彩雲

- Iridescent Clouds （页面存档备份，存于） - Atmospheric Optics （页面存档备份，存于）
- 每日一天文圖-彩雲,2003 - 成功大學物理分站
- 每日一天文圖-彩雲,2004 - 成功大學物理分站
- 紅色雲彩照片 （页面存档备份，存于）
- 查詢Iridescent Clouds相片 （页面存档备份，存于） - Flickr